# Kitty-Yo
Kitty-Yo  es una compañía discográfica alemana, fundada en 1994 por Raik Hölzel y Patrick Wagner. Se especializa en pop y electrónica, pero que también se enfocan en el rock.
El nombre de la discográfica se basó en un zine por su mismo nombre, y los primeros materiales que sacó la discográfica fueron del grupo alemán de rock Surrogat y del grupo Kante.

## Algunos artistas de la discográfica
- Couch
- Dillon
- Jahcoozi
- Jay Haze
- Jeans Team
- Maximilian Hecker
- Tarwater
- To Rococo Rot